# American Psycho
American Psycho é um romance de terror e humor negro por Bret Easton Ellis, publicado em 1991. A história é contada na primeira pessoa por Patrick Bateman, um assassino em série e banqueiro de investimento de Manhattan. Alison Kelly de The Observer nota que enquanto "alguns países [consideram isso] tão potencialmente perturbador que pode apenas ser vendido minuciosamente embalado", "críticos o elogiam" e "acadêmicos se deleitam em suas qualidades transgressivas e pós-modernas".
Uma adaptação fílmica estrelando Christian Bale como Bateman foi lançada em 2000 tendo geralmente favoráveis revisões. Em 2008, foi confirmado que os produtores David Johnson e Jesse Singer estavam desenvolvendo uma adaptação musical do romance para aparecer na Broadway. O musical estreou no Almeida Theatre, Londres em dezembro de 2013.

## Desenvolvimento
O autor Bret Easton Ellis imaginou um desilusionado mas não-violento protagonista. Após um jantar com amigos que trabalhavam em Wall Street, ele decidiu em fazer dele um serial killer. A idolatria de Patrick Bateman em Donald Trump é baseada no respeito e pela inveja de seus amigos do magnata. Ellis pesquisou os assassinatos na Biblioteca Pública de Nova Iorque. Seu primeiro rascunho de American Psycho deixou fora todas as terríveis cenas, quais foram para serem adicionadas dentro mais tarde. Em 2010, em conversação com o jornalista Jeff Baker, Ellis comentou: 
| “ | [Bateman] era louco do mesmo jeito [que eu era]. Ele não saiu fora de mim sentado e querendo escrever uma grandiosa acusação arrebatadora da cultura yuppie. Isso se iniciou por causa do meu próprio isolamento e alienação em um ponto na minha vida. Eu estava vivendo como Patrick Bateman. Eu estava entrando em um tipo de vazio consumista que supostamente era para me dar confiança e me fazer se sentir bem sobre mim mesmo, mas apenas me fez sentir pior e pior e pior sobre mim mesmo. É daí onde a tensão de American Psycho veio. Não era que eu fosse fazer esse serial killer em Wall Street. Alto conceito. Fantástico. Isso veio de um lugar muito mais pessoal, e é algo que eu apenas tenho estado admitindo no último ano ou menos. Eu estava tão na defensiva por causa da reação para aquele livro que eu não era capaz de falar sobre isso nesse nível. —Bret Easton Ellis | ” |

### Título
Em uma entrevista com Emmanuel Olunkwa, da November Magazine, Ellis observa que, durante uma visita a um multiplex em meados da década de 1980, a marquise do cinema simplesmente dizia "American Psycho"; isso porque os títulos de American Anthem e Psycho III não cabiam corretamente nela. Ellis comenta: "Quando vi aquilo, pensei: 'Boom!'. É esse o título do projeto em que estou trabalhando agora."

## Enredo
Ambientado em Manhattan durante o boom de Wall Street de finais dos anos 1980, American Psycho segue a vida do jovem rico banqueiro de investimento Patrick Bateman. Bateman, em seus 20 e poucos anos quando a história começa, narra suas atividades cotidianas, de sua vida recreacional entre a elite de Wall Street de Nova Iorque até suas incursões em assassinatos pela noite. Através da narrativa de fluxo de consciência de tempo presente, Bateman descreve sua vida diária, variando de uma série de noites de sexta gastas em clubes noturnos com seus colegas—onde eles cheiram cocaína, criticam as roupas de seus colegas frequentadores do clube, trocam conselhos de moda, e questionam um ao outro sobre a etiqueta apropriada—até seu engajamento sem amor com a companheira yuppie Evelyn e seus contenciosos relacionamentos com seu irmão e mãe senil. O fluxo de consciência de Bateman é ocasionalmente quebrado pelos capítulos nos quais ele diretamente aborda o leitor a fim de criticar a obra de artistas de música pop dos anos 1980. O romance mantêm um alto nível de ambiguidade através de identidade equivocada e contradições que introduzem a possibilidade de Bateman ser um narrador não confiável. Personagens são constantemente introduzidos como pessoas outras que não são elas mesmas, e pessoas discutem sobre as identidades de outros que eles podem ver em restaurantes ou em festas. Profundamente preocupado com sua aparência pessoal, Bateman dá extensas descrições de seu regime de estética diário.
Após matar Paul Owen, um de seus colegas, Bateman se apropria de seu apartamento como um lugar para hóspedes e mata mais vítimas. O controle de Bateman sobre seus impulsos violentos deteriora. Seus assassinatos se tornam cada vez mais sádicos e complexos, progredindo de simples facadas para prolongadas sequências de estupro, tortura, mutilação, canibalismo, e necrofilia, e sua compreensão da sanidade começa a cair. Ele introduz histórias sobre assassinos em série em conversas casuais e em várias ocasiões abertamente confessa suas atividades assassinas para seus colegas de trabalho, que nunca tomam ele seriamente, não ouvem o que ele diz, ou desentendem ele completamente—por exemplo, ouvindo as palavras "assassinatos e execuções" como "fusões e aquisições". Esses incidentes culminam em uma propagação de tiros durante qual ele mata várias pessoas aleatórias na rua, resultando em um time SWAT sendo despachado em um helicóptero. Esse episódio narrativo vê a mudança de perspectiva da primeira pessoa para a terceira pessoa e os subsequentes eventos são, embora não pela primeira vez no romance, descritos em termos pertinentes à representação cinematográfica. Bateman foge a pé e se esconde em seu escritório, onde ele telefona para seu advogado, Harold Carnes, e confessa todos os seus crimes para uma secretária eletrônica.
Mais tarde, Bateman revisita o apartamento de Paul Owen, onde ele tinha anteriormente matado e mutilado duas prostitutas, carregando uma máscara cirúrgica em antecipação dos corpos em decomposição que ele espera encontrar. Ele entra no perfeitamente limpo, reformado apartamento, entretanto, preenchido com flores cheirosas, talvez, para conciliar um mal odor. A agente imobiliária, que vê sua máscara cirúrgica, engana ele em afirmar que ele estava vendo e vasculhando o apartamento porque ele viu um "anúncio no Times" (quando em fato não havia tal anúncio). Ela pede para ele sair e nunca retornar.
O estado mental de Bateman continua a deteriorar e ele começa a experimentar bizarras alucinações tais como vendo um Cheerio entrevistado em um talk show, sendo perseguido por um banco de parque antropomórfico, e encontrando um osso em sua Dove Bar. No fim da história, Bateman confronta Carnes sobre a mensagem que ele deixou em sua secretária, apenas para encontrar o advogado entretido no que ele considera uma hilária piada. Confundindo Bateman com outro colega, Carnes afirma que o Patrick Bateman que ele conhece é muito covarde para ter cometido tais atos. No clímax carregado de diálogos, Carnes se levanta para um desafiante Bateman e diz para ele que sua afirmação de ter assassinado Owen é impossível, porque ele tinha jantado com ele duas vezes em Londres apenas uns poucos dias antes.
O livro termina como começou, com Bateman e seus colegas em uma nova boate numa sexta-feira à noite, conversando sobre assuntos banais. Todos os homens no bar concordam que sucesso econômico é sinônimo de felicidade, antes que reprises da posse de George H. W. Bush e um discurso de Ronald Reagan apareçam na TV do bar.
O livro encerra com a descrição de uma placa no bar — com o texto aparecendo em letras maiúsculas e em uma fonte diferente do resto do texto do romance — que diz "ISTO NÃO É UMA SAÍDA".

## Temas
De acordo com o crítico literário Jeffrey W. Hunter, American Psycho é largamente uma crítica dos "rasos e viciosos aspectos do capitalismo". Os personagens estão predominantemente preocupados com ganhos materiais e aparências superficiais, traços indicativos de um mundo pós-moderno em qual a 'superfície' reina suprema. Isso leva Patrick Bateman a agir como se "todas as coisas fossem uma commodity, incluindo pessoas", uma atitude que é amplamente evidente na rapante objetificação e brutalização de mulheres que ocorre no romance. Esse distanciamento permite Bateman racionalizar suas ações; em uma cena antropofágica, Bateman remarca "embora isso faz penetrar o quão inaceitável algo do que estou realmente fazendo é, eu apenas lembro a mim mesmo que essa coisa, essa garota, essa carne, é nada ..."
O consumo de Patrick Bateman do que ele vê como nada mais do que um pedaço de carne é uma quase parodicamente interpretação literal de um monstro criado pela cultura do consumo. Isso, combinado com sexo, violência, drogas, e outros desejos do id, é como Bateman encena sua violência sociopática em um mundo superficial.
Os episódios de esquizofrenia de Bateman também mostram claros sinais de como ele se comporta sendo uma pessoa afluente vivendo em um mundo superficial, modelado no consumismo. Como descrito pela crítica Jennifer Krause em sua análise intertextual do romance, qual baseia na obra do teórico pós-moderno Fredric Jameson, Jameson "culpa os males do esquizofrênico na incoerência da mídia pós-moderna e do consumo capitalista".
A crítica de Jameson é expandida por Krause, que escreve, "Nós podemos ver surgir uma cultura popular distintamente esquizofrênica, uma doença disseminada pela indústria cultural pós-moderna, qual ruptura a personalidade e isola o fraturado eu. Embora Jameson não faz especificamente referência de dois tipos de esquizofrenia em seus escritos, ele implica uma esquizofrenia artística versus uma forma mais popular—uma mais ou menos aceitada, e a outra anátema. Isso levanta questões sobre como a cultura popular pode agir como uma potencial cura para loucura." Em um outro lado, há um rico banqueiro de Wall Street, Bateman, preocupado e muito autoconsciente sobre cada detalhe de sua aparência física, possessões caras, e controle das pessoas e o mundo ao redor dele. No outro lado, é o eu interior de Patrick Bateman, o eu aborígene, que lida e abdica de suas complicações externas e "falsa" identidade, criada pelo consumismo, através da violência sobre outros seres humanos, que ele acha consumíveis, e expressa absoluto controle de seus desejos e eu verdadeiro através de suas violentas fantasias. Seu consumidor, o eu artificial, procedendo na sociedade como um rico consumidor iria viver e gastar sua renda, versus seu eu natural, que, em vez de gastar dinheiro, iria caçar e predar sobre os fracos e vulneráveis, comumente mulheres, quem ele considera descartáveis. Bateman trata as pessoas ao redor dele apenas como qualquer outro produto de consumo, por causa do vazio que ele ainda luta e deseja realizar de dentro, portanto, tendo personas duais, tendo a maçante identidade artificial, comparada para sua persona livremente sem limites de sua mente.
Observando outro lado do potencial comportamento vindo da afluente sociedade americana do consumismo é explicado através de C. Serpell dizendo, "Embora a violência serializada em American Psycho seja uma extensão dos mortíferos efeitos do consumidor serializado trocando em uma economia onde commodities e corpos se tornaram intercambiáveis e indistinguíveis, esse ponto largamente escapou a percepção dos críticos mais severos do romance." Apesar dos críticos argumentando sobre as propriedades estéticas do romance de rápidos padrões e transições de autoconsciência e assassinato, Serpell afirma que os críticos têm negligenciado os temas e motivos-chave do romance. Serpell traz para luz padrões e tendências que Ellis expressa através de Bateman, quais as consequências de como o "consumidor serializado troca em uma economia onde commodities e corpors se tornam intercambiáveis e indistinguíveis," poderia afetar a sociedade, e o jeito que pessoas afluentes vêem outros sejam eles mais altos, baixos, ou o mesmo em riqueza ou status social. O crítico Thomas Heise afirma, "a incerteza sobre a realidade da violência de Patrick tem se tornado o debate crítico chefe em American Psycho, e isso serve como uma conveniente introdução para o entrelaçamento de epistemologia e ética no romance." O personagem e traços de Bateman, de acordo com Heise, desafiam o que os leitores entendem como as normas sociais pelo caminho que a alta classe da elite pensa e reage para a sociedade em uma base normal. A epistemologia de Bateman e ética em consideração para suas ações e o jeito de pensar ao longo do romance é uma reflexão, através de sua violência, qual levanta as questões do entendimento moral e ético de todos os indivíduos na posição e status de Bateman, e como eles devem agir e pensar similarmente ou completamente idêntico em um mundo de consumo construído sobre o capitalismo como nós vemos na sociedade americana de hoje.
Citando os muitos corpos que nunca são encontrados, Henry Bean maravilha que "se é possível que os assassinatos em eles mesmos nunca ocorreram?" Ele continua:

O romance sutilmente e implacavelmente enfraquece sua própria autoridade, e por causa de Bateman, ao contrário, em dizer dos narradores não confiáveis de Nabokov, não insinua uma "verdade" além de suas próprias ilusões, American Psycho torna-se um maravilhosamente instável relato. Os mais persuasivos detalhes são combinados com improváveis incidentes até que não apenas estejamos inseguros sobre o que é real, nós começamos a duvidar da existência da realidade em si mesma.

Muitas vezes foi observado que Patrick Bateman é um exemplo de narrador não confiável, e esse recurso de American Psycho tem sido objeto de discussão em vários trabalhos acadêmicos. Em uma aparição de 2014 no podcast WTF with Marc Maron, Ellis afirmou que a narração de Bateman era tão pouco confiável que mesmo ele, como autor do livro, não sabia se Bateman estava descrevendo honestamente eventos que realmente aconteceram ou se ele estava mentindo ou mesmo alucinando.

## Personagens

### Personagens principais
- Patrick Bateman – O narrador central e protagonista vilão do romance.
- Evelyn Richards – Suposta noiva de Bateman.
- Timothy Price – Melhor amigo e colega de Bateman. Mais tarde aparece como um adolescente no romance de Ellis, The Informers.
- Paul Owen – Colega de Bateman que é mais tarde assassinado por Bateman.
- Jean – Secretária de Bateman, quem Bateman refere-se como "Jean, minha secretária que está apaixonada por mim".
- Luis Carruthers – Um encerrado colega de trabalho homossexual que está apaixonado por Bateman, algo que repugna o último.
- Courtney Lawrence – Namorada de Luis que está tendo um caso com Bateman.
- Craig McDermott – Colega de Bateman, parte de um quarteto social ao lado de Bateman, Timothy Price e David Van Patten.
- David Van Patten – Colega de Bateman, também parte do grupo social principal de Bateman.

### Personagens secundários
- "Christie" – Uma prostituta, empregada e duramente abusada por Bateman em múltiplas ocasiões antes de ele eventualmente assassinar ela em uma terrível maneira. Bateman dá para ela esse nome; o seu real nome nunca é revelado.
- Elizabeth – Um encontro para jantar de Bateman, drogada e coagida para ter sexo com "Christie" antes de ser violentamente assassinada.
- Marcus Halberstam – Colega de Bateman; Paul Owen repetidamente confunde Bateman por Marcus.
- Donald Kimball – Detetive particular contratado para investigar o desaparecimento de Paul Owen.
- Alison Poole – Sexualmente e fisicamente atacada por Bateman; criada pelo amigo de Ellis, Jay McInerney em seu romance Story of My Life[24] e baseada na namorada anterior de McInerney, Rielle Hunter, reaparece como uma personagem principal no tardio romance de Ellis, Glamorama, onde ela está envolvida com o personagem principal, Victor Ward.
- Sean Bateman – Jovem irmão de Patrick Bateman e também o personagem principal de The Rules of Attraction.
- Paul Denton – Amigo de Paul Owen, que também aparece em The Rules of Attraction onde ele está possivelmente envolvido romanticamente com o irmão de Patrick, Sean.
- Christopher Armstrong – Colega de Bateman na Pierce & Pierce.
- Bethany – Uma antiga namorada de Bateman quem, após um encontro, ele tortura e subsequentemente assassina.
- Stash – Amigo de Evelyn, que é HIV positivo.
- Vanden – Amigo de Evelyn do East Village que afirma ter atendido ao Camden College, a principal ambientação de The Rules of Attraction.
- Al – Um homem morador de rua quem Bateman cega e desfigura com uma faca.
- Tom Cruise – Vive no mesmo prédio de apartamentos como Bateman, na cobertura.
- Bono – O cantor líder da banda de rock irlandesa U2. Aparece em um capítulo em qual Bateman e seus colegas atendem um concerto do U2.
- Donald Trump – a "obsessão" de Bateman por celebridades.
- Patty Winters – A anfitriã de um talk show qual Bateman frequentemente  visualiza. Como o romance progressa o assunto de seus programas se tornam mais e mais absurdos, implicado para ser não mais que invenção da imaginação de Bateman.

## Lançamento
Ellis mais tarde escreveu que as pessoas assumiram que American Psycho iria terminar sua carreira.  Isso foi originalmente para ter sido publicado pela Simon & Schuster em março de 1991, mas a companhia se retirou do projeto por causa de "diferenças estéticas". Vintage Books comprou os direitos para o romance e publicou o livro após o costumário processo de edição. O livro não foi publicado em brochura nos Estados Unidos até 2012, quando uma edição limitada em capa dura foi publicada pela Centipede Press, embora um livro de bolso de luxo fosse oferecido.

## Recepção
Escrevendo para o The New York Times, Roger Rosenblatt gracejou: "American Psycho é o periódico que Dorian Gray teria escrito se estivesse no segundo ano do ensino médio. Mas isso é injusto com os alunos do segundo ano", e aprovou o cancelamento da publicação. Ellis recebeu numerosas ameaças de morte e mensagens de ódio após a publicação de American Psycho. O review do Los Angeles Times  — "o único bom review na imprensa nacional", ele diz — resultou em "uma seção de cartas de três páginas de todas estas pessoas cancelando suas subscrições".
Nos Estados Unidos, o livro foi considerado o 53º mais proibido e contestado entre 1990 e 1999 pela Associação Americana de Bibliotecas.
Na Alemanha, o livro foi considerado "prejudicial para menores", e suas vendas e marketing foram severamente restritas de 1995 até 2000. 
Na Austrália, o livro é vendido minuciosamente embalado e é classificado "R18" sob a legislação de censura nacional. O livro pode não ser vendido para aqueles menores de 18 anos de idade. Ao longo de outras publicações de Categoria 1, sua venda é teoricamente banida no estado de Queensland e pode apenas ser comprado minuciosamente embalado. Em Brisbane, o romance está disponível para aqueles maiores de 18 de todas as bibliotecas públicas e pode ainda ser pedido e comprado (minuciosamente embalado) de muitas livrarias apesar dessa proibição. Bret Easton Ellis tem comentado sobre isso, dizendo "Eu acho que é adorável. Eu acho que é fofo. Eu amo isso." Na Nova Zelândia, o Office of Film and Literature Classification do Governo tem classificado o livro como R18. O livro pode não ser vendido ou alugado em bibliotecas para aqueles menores de 18 anos de idade. Isso é geralmente vendido minuciosamente embalado em livrarias.
Ativista feminista Gloria Steinem estava entre aqueles que se opuseram ao livro de Ellis por causa de seu retrato da violência contra a mulher.  Steinem é a madrasta de Christian Bale, que interpretou Bateman no filme. Essa coincidência é mencionada na memória satírica Lunar Park.
Phil Collins cuja carreira solo é referenciada no livro, recordou: "Eu não tinha lido isso. Na época, eu apenas pensei, 'Isso é tudo que nós precisamos: glorificar toda essa porcaria. Eu não estou interessado.' Então o filme foi lançado e eu pensei que isso era muito engraçado."

### Conexões para crimes da vida real
Uma cópia foi encontrada na posse de Wade Frankum, autor do massacre de Strathfield em 1991. Foi sugerido que o romance inspirou Frankum.
Durante o julgamento do assassino em série canadense Paul Bernardo, uma cópia ter sido encontrada no quarto de Bernardo. O Toronto Sun reportou que Bernardo "lê isso como sua 'bíblia'", embora isso acabou na verdade pertencendo a sua esposa e cúmplice Karla Homolka; é improvável que Bernardo já tenha lido isso.
Durante o caso Duke lacrosse, um membro da equipe chamado Ryan McFayden enviou um e-mail profano para vários de seus companheiros de equipe alegando que ele iria matar e esfolar algumas strippers. Os administradores afirmaram que o e-mail era uma imitação de Bateman. McFayden posteriormente recebeu inúmeras ameaças de morte.

## Adaptações

### Filme de 2000
Em 2000, a escritora Guinevere Turner e escritora/diretora Mary Harron adaptaram American Psycho para um filme cômico, sombrio lançado pela Lions Gate Films nos Estados Unidos e Columbia Pictures em outros territórios. Esse roteiro foi selecionado sobre três outros, incluindo um pelo mesmo Ellis. Bateman é interpretado por Christian Bale com Willem Dafoe e Reese Witherspoon em papéis de apoio. Como uma promoção para o filme, um poderia registrar para receber e-mails "de" Patrick Bateman, supostamente para seu terapeuta. Os e-mails, escritos por um escritor ligado para o filme e aprovado por Ellis, segue a vida de Bateman desde os eventos do filme. American Psycho estreou no Sundance Film Festival de 2000 onde foi elogiado como o próximo Fight Club. A Motion Picture Association of America (MPAA) deu para o filme uma classificação NC-17 por uma cena apresentando Bateman tendo um threesome com duas prostitutas. Os produtores extirparam aproximadamente 18 segundos de filmagem para obter uma classificação R para o filme.
Isso polarizou as audiências e críticos com alguns mostrando elogios, outros desprezo. Em cima de seu lançamento fílmico, entretanto, o filme recebeu revisões positivas em publicações cruciais, incluindo The New York Times qual chamou isso uma "média e magra comédia clássica de horror". Autor Bret Easton Ellis disse, "American Psycho foi um livro que eu pensava não ser necessário ser transformado para um filme," como "o meio do filme demanda respostas," quais iriam fazer do livro "infinitivamente menos interessante." O filme atualmente detém uma classificação 67% "Fresh" no Rotten Tomatoes.
Um spin-off direct-to-video, American Psycho 2 foi lançado e dirigido por Morgan J. Freeman. Esse spin-off não foi baseado no romance ou no filme original, como sua única conexão com o original ser a morte de Patrick Bateman (interpretado por Michael Kremko usando uma máscara facial), brevemente mostrado em um flashback.

### Outras adaptações
Em 2009, Audible.com produziu uma versão áudio de American Psycho, narrada por Pablo Schreiber, como parte de sua linha de áudiolivros Modern Vanguard. Uma versão húngara do romance foi escrita por Attila Hazai (1967–2012) chamada Budapesti skizo ("Budapest Psycho", 1997); isso foi a obra melhor conhecida de Hazai, mas a partir de sua morte nunca foi traduzido para inglês.
Em 2013, uma campanha Kickstarter foi lançada por Ellis e outros para ter uma adaptação musical de palco feita. A estreia do musical, com música e letra por Duncan Sheik, abriu no Almeida Theatre, Londres em dezembro de 2013. O papel de Patrick Bateman foi interpretado por Matt Smith. Em 2015, o musical foi trabalhado em Nova Iorque, com Benjamin Walker reassumindo o papel de Patrick que ele tinha originalmente tomado em 2011. Estreou no início de 2016, mas fechou em 5 de junho daquele ano após uma sucessão de apenas 54 performances regulares. No anúncio, eles citaram "forte concorrência" dos mais conhecidos musicais como Waitress, Shuffle Along, e Hamilton. Uma versão do musical é o foco do episódio musical intitulado "Chapter One Hundred and Twelve: American Psychos" da sexta temporada da série Riverdale.
Em abril de 2021, o presidente da Lionsgate Television Kevin Beggs confirmou que uma série de televisão está em desenvolvimento.
Em 2023, a Sumerian Comics publicou uma adaptação em quadrinhos que inclui novas narrativas em torno dos assassinatos de Bateman.
Em outubro de 2024, a Lionsgate confirmou que uma nova adaptação está em andamento, com Luca Guadagnino em negociações para dirigir, com o roteiro escrito por Scott Z. Burns. No entanto, Bret Easton Ellis sentiu que tudo isso era "notícia falsa". Em abril de 2025, Guadagnino reiterou na CinemaCon 2025 que o projeto estava avançando.